# Pherne subpunctata
Pherne subpunctata là một loài bướm đêm trong họ Geometridae.